# Jimmy Juan
Jimmy Juan (ur. 10 czerwca 1983 w Valence) – francuski piłkarz występujący na pozycji pomocnika. Obecnie jest zawodnikiem klubu Chamois Niortais FC.

## Kariera klubowa
Juan zawodową karierę rozpoczynał w sezonie 2002/2003 w AS Monaco. W Ligue 1 zadebiutował 1 lutego 2003 w wygranym 3:0 meczu z CS Sedan. W 2003 roku zdobył z klubem Puchar Ligi Francuskiej. W 2004 roku dotarł z zespołem do finału Ligi Mistrzów, jednak Monaco przegrało tam 0:3 z FC Porto. W ciągu 3 sezonów w barwach Monaco Juan zagrał 6 razy.
W 2005 roku został wypożyczony do angielskiego Ipswich Town, grającego w Championship. W tych rozgrywkach pierwszy mecz zaliczył 5 sierpnia 2005 przeciwko Cardiff City (1:0). W Ipwisch Juan spędził rok.
Latem 2006 roku podpisał kontrakt z drugoligowym francuskim zespołem Grenoble Foot 38. Zadebiutował tam 28 lipca 2006 w wygranym 3:2 spotkaniu z Montpellier HSC. W 2008 roku awansował z klubem do Ligue 1, jednak na sezon 2008/2009 został wypożyczony do drugoligowego LB Châteauroux. Latem 2009 powrócił do Grenoble. 28 listopada 2009 w zremisowanym 2:2 pojedynku z FC Lorient strzelił pierwszego gola w trakcie gry w Ligue 1.
| Sezon   | Klub                  | Kraj    | Rozgrywki    | Mecze | Bramki | Rozgrywki Europy   | Mecze | Bramki |
| ------- | --------------------- | ------- | ------------ | ----- | ------ | ------------------ | ----- | ------ |
| 2002/03 | AS Monaco             | Francja | Ligue 1      | 2     | 0      | -                  | -     | -      |
| 2003/04 | AS Monaco             | Francja | Ligue 1      | 1     | 0      | -                  | -     | -      |
| 2004/05 | AS Monaco             | Francja | Ligue 2      | 3     | 0      | Liga Mistrzów UEFA | 1     | 0      |
| 2005/06 | Ipswich Town (wyp.)   | Anglia  | Championship | 34    | 5      | -                  | -     | -      |
| 2006/07 | Grenoble Foot 38      | Francja | Ligue 2      | 25    | 3      | -                  | -     | -      |
| 2007/08 | Grenoble Foot 38      | Francja | Ligue 2      | 0     | 0      | -                  | -     | -      |
| 2008/09 | LB Châteauroux (wyp.) | Francja | Ligue 1      | 19    | 1      | -                  | -     | -      |
| 2009/10 | Grenoble Foot 38      | Francja | Ligue 1      | 18    | 1      | -                  | -     | -      |
| 2010/11 | Grenoble Foot 38      | Francja | Ligue 2      | 19    | 1      | -                  | -     | -      |
| 2011/12 | Chesterfield FC       | Anglia  | League One   | 7     | 1      | -                  | -     | -      |
| 2012/13 | Chamois Niortais FC   | Francja | Ligue 2      | 3     | 0      | -                  | -     | -      |

Stan na: 10 stycznia 2013 r.